# Zaviralci laktamaz beta
Zaviralci (ali inhibitorji) laktamaz beta (oznaka ATC: J01CG) so skupina učinkovin, ki zavirajo encim betalaktamazo in se dajejo sočasno z betalaktamskimi antibiotiki. Sami sicer nimajo znatnega protibakterijskega učinka, vendar pa zavrejo omenjeni encim, ki ga proizvajajo nekatere bakterije. Betalaktamaza hidrolizira betalaktamski obroč v strukturi betalaktamskega antibiotika in ga tako inaktivira. Posledično so take bakterije odporne na betalaktamske antibiotike. Zaviralci betalaktamaze se vežejo na ta encim in preprečijo inaktivacijo antibiotika.
Klinično pomembni zaviralci betalaktamaze so klavulanska kislina (in njena kalijeva sol), sulbaktam in tazobaktam. Pogosta je kombinacija klavulanske kisline in amoksicilina.
Novejši betalaktamski antibiotiki (npr. ampicilin) so odporni na betalaktamazo.
- Zaviralci laktamaz beta
- Klavulanska kislina
- Sulbaktam
- Tazobaktam
- Avibaktam (2015)
- Vaborbaktam (2017)
- Relebaktam (2019)